# Cinch
Cinch (konektor RCA) je standard pro připojení audio, video nebo digitálního přenosu. Cinch se rozděluje na vidlici (neboli samce) a zdířku (neboli samici). Zdířka je většinou zabudována v zařízení nebo prodlužovacím či propojovacím kabelu a vidlice je koncovka, která se do zdířky vsouvá. Cinch na rozdíl od jacku vede maximálně dvojici kontaktů a oproti jacku má ve stereo režimu dvakrát zem. Cinch se využívá i v elektro soupravách, tam se nazývá MultiPort (toto označení pochází od společnosti TK Electro)

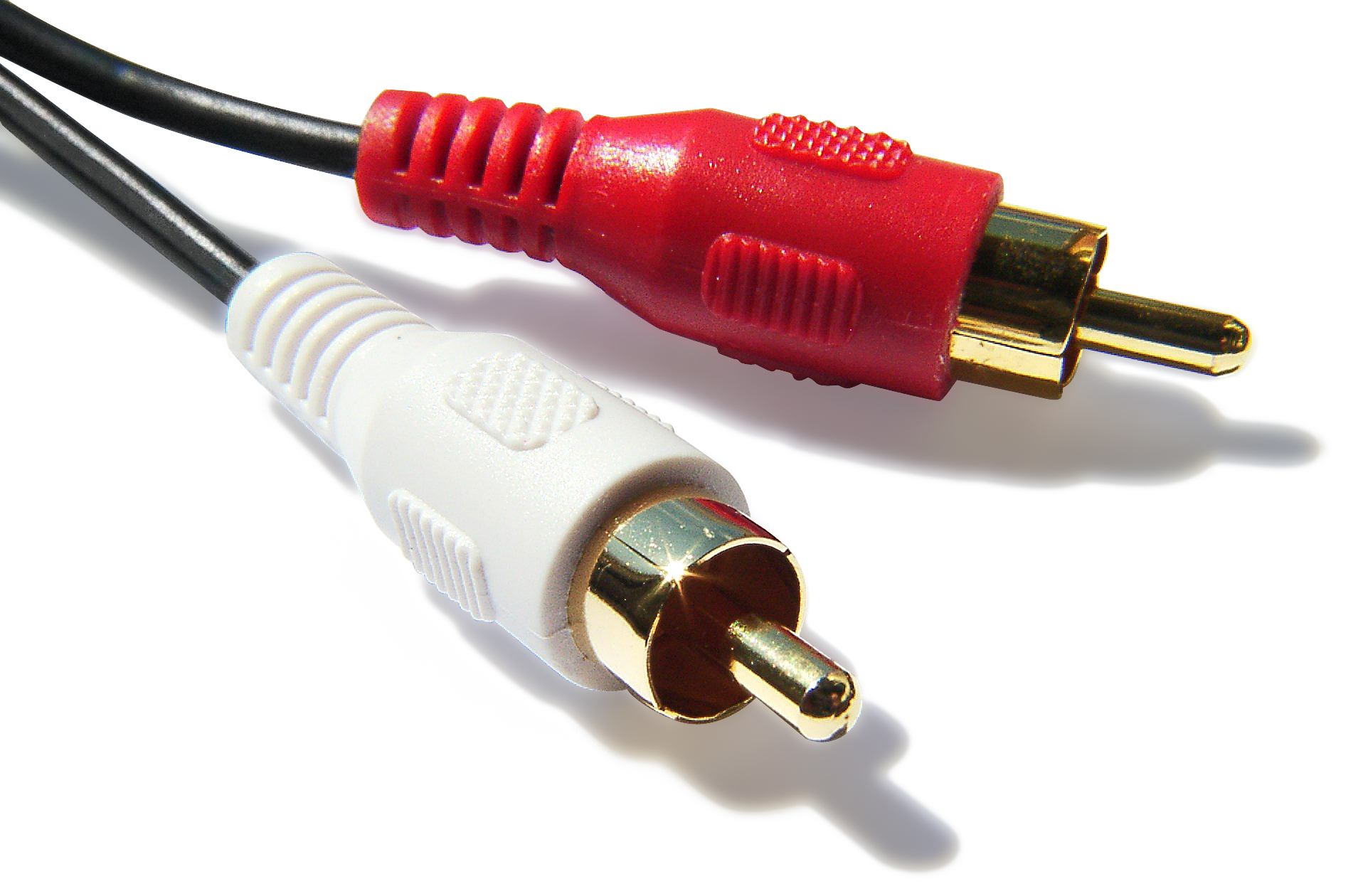
Cinch

V audio se značí pro pravý (červený) a levý (bílý / černý) kanál, ve video režimu žlutě a v digitálním audiu oranžově. Video připojení může být kompozitní, to znamená, že všechny tři základní barvy jsou obsaženy v jediném konektoru cinch (v tomto případě má cinch barvu žlutou). Druhý typ připojení je klasický, tedy červená, zelená a modrá, kde každá barva má svůj cinch. Jejich nejčastější použití je u televizí, video přehrávačů a větších (středních) reproduktorů. Výhodou oproti jacku je, že lze zvukové kanály libovolně zaměnit, nevýhodou je větší množství kabelů a horší orientace mezi nimi. Konektor CINCH může mít vynikající elektrické vlastnosti, záleží však na použitých materiálech. Cinch je kompatibilní s koncovkami SCART a je možné zapojit je přes redukci.